# فيشال
فيشال هو ممثل هندي، ولد في 29 أغسطس 1977 بتشيناي في الهند.

## أعمال

### أفلام
- (2014) بوجاي

## وصلات خارجية
- فيشال على موقع IMDb (الإنجليزية)
- فيشال على موقع روتن توميتوز (الإنجليزية)
- فيشال على موقع ميوزك برينز (الإنجليزية)
- فيشال على موقع قاعدة بيانات الفيلم (الإنجليزية)